# Helmut Bazille
Helmut Bazille (* 19. November 1920 in Stuttgart; † 5. Mai 1973 in Bonn) war ein deutscher Politiker der SPD.

## Leben und Beruf
Bazille war der Sohn des württembergischen Staatspräsidenten Wilhelm Bazille. Er verließ das Gymnasium nach der Mittleren Reife und absolvierte eine Mechanikerlehre in Stuttgart. 1940 bestand er die Prüfung zum Technischen Zeichner. Von 1939 bis 1945 war er Kriegsteilnehmer, wobei er schwer verwundet wurde. Mit einer Kriegsbeschädigung von 80 Prozent wurde er 1946 aus dem Lazarett entlassen. Bazille war Mitbegründer des Verbandes der Körperbeschädigten in Württemberg-Baden und wurde 1947 Geschäftsführer der Arbeitsgemeinschaft der Körperbeschädigten in der Amerikanischen Zone. 1948 wurde er zudem Bundessekretär des Verbandes der Kriegsbeschädigten und Körperbehinderten, dessen Hauptgeschäftsführer er von 1952 bis 1953 war.

## Abgeordneter
Seit der ersten Bundestagswahl 1949 bis 1969 gehörte Bazille dem Deutschen Bundestag an, seit der Bundestagswahl 1961 mit einem Direktmandat im Wahlkreis Heilbronn. Er war (nach Hans Löfflad von der Wirtschaftlichen Aufbau-Vereinigung (WAV) und Adolf von Thadden von der Deutschen Konservativen Partei (DKP-DRP)) der drittjüngste Abgeordnete der ersten Wahlperiode. 1961 bis 1965 war er Vorsitzender des Bundestagsausschusses für Kriegsopfer- und Heimkehrerfragen.